# Велюн-Приморський
44°59′ пн. ш. 14°57′ сх. д. / 44.99° пн. ш. 14.95° сх. д.
Велюн-Приморський (хорв. Veljun Primorski) — населений пункт у Хорватії, у Лицько-Сенській жупанії у складі міста Сень.

## Населення
Населення за даними перепису 2011 року становило 70 осіб.
Динаміка чисельності населення поселення:

## Клімат
Середня річна температура становить 11,79 °C, середня максимальна – 24,47 °C, а середня мінімальна – -0,74 °C. Середня річна кількість опадів – 1260 мм.
| Клімат поселення                              | Клімат поселення | Клімат поселення | Клімат поселення | Клімат поселення | Клімат поселення | Клімат поселення | Клімат поселення | Клімат поселення | Клімат поселення | Клімат поселення | Клімат поселення | Клімат поселення | Клімат поселення |
| Показник                                      | Січ.             | Лют.             | Бер.             | Квіт.            | Трав.            | Черв.            | Лип.             | Серп.            | Вер.             | Жовт.            | Лист.            | Груд.            |                  |
| Середній максимум, °C                         | 8,23             | 8,20             | 10,65            | 14,30            | 19,48            | 23,67            | 24,47            | 23,60            | 19,53            | 15,23            | 10,60            | 7,80             |                  |
| Середня температура, °C                       | 3,75             | 3,73             | 6,16             | 9,83             | 15,01            | 19,19            | 21,56            | 20,68            | 16,63            | 12,32            | 7,70             | 4,91             |                  |
| Середній мінімум, °C                          | −0,74            | −0,74            | 1,70             | 5,36             | 10,54            | 14,71            | 18,65            | 17,78            | 13,73            | 9,41             | 4,80             | 2,00             |                  |
| Норма опадів, мм                              | 92               | 85               | 89               | 96               | 90               | 98               | 61               | 81               | 133              | 153              | 158              | 124              |                  |
| Середньомісячна швидкість вітру, м/с          | 3.20             | 3.30             | 3.35             | 3.13             | 2.84             | 2.68             | 2.65             | 2.67             | 2.84             | 3.10             | 3.50             | 3.50             |                  |
| Середньомісячна сонячна радіація, кДж/м²·день | 4458             | 7241             | 10572            | 15193            | 19552            | 21193            | 23126            | 19780            | 14376            | 9241             | 4901             | 3770             |                  |
| --------------------------------------------- | ---------------- | ---------------- | ---------------- | ---------------- | ---------------- | ---------------- | ---------------- | ---------------- | ---------------- | ---------------- | ---------------- | ---------------- | ---------------- |
| Джерело:                                      |                  |                  |                  |                  |                  |                  |                  |                  |                  |                  |                  |                  |                  |